# Lato leśnych ludzi
Lato leśnych ludzi – powieść Marii Rodziewiczówny, wydana w 1920 roku.

## Treść i charakterystyka
Trójka przyjaciół – Rosomak, Pantera i Żuraw – spędza lato w leśnej głuszy na Polesiu. Swój czas poświęcają pomocy zwierzętom, pracy na roli i podziwianiu piękna krajobrazu. Doświadczonym „leśnym ludziom” towarzyszy młody „praktykant”. Jest to chłopak z miasta, który u ich boku nabiera doświadczenia i zdobywa zaszczytne miano Orlika.
Narracja utworu oparta jest na schemacie „wielkich wakacji”, czyli modelu życia „na niby”. Opis bytowania w głuchej puszczy jest pretekstem do ukazania piękna i siły natury, a także jej ozdrowieńczego wpływu na człowieka, jak również ucieczki od miejskiej cywilizacji technicznej. Pojawiające się problemy mają charakter umowny, podlegają zbiegom okoliczności, nie są „na serio”. Umową jest to, że bohaterowie otrzymali „na własność” połać puszczy na Polesiu, która zaledwie udaje pierwotną naturę, mają znaczne środki finansowe i wolny czas (wielki skarb kultury popularnej). W tych umownych ramach „dzieją się” przygody, realizowane są umowne obowiązki, a wszystko to służy jedynie rozwijaniu tematu, prowadzeniu sjużetu, celem budzenia zaangażowania czytelnika, wypełnienia jego wolnego czasu i przykucia jego zainteresowania.

## Opinie i recenzje
Zdaniem profesora Jarosława Marka Rymkiewicza utwór Rodziewiczówny to „wielki – najwspanialszy po Panu Tadeuszu – hymn ku chwale polskości”.